# Akwa United
Der Akwa United Footballclub ist ein 1996 gegründeter nigerianischer Fußballverein aus Uyo, der aktuell in der ersten Liga, der Nigeria Professional Football League, spielt.
Der Verein ist auch unter dem Nickname The Promise Keepers bekannt.

## Erfolge
- Nigerianischer Meister: 2020/21

Nigerianischer Vizemeister: 2018
- Nigerianischer Pokalsieger: 2015, 2017
- Nigeria Super Cup: 2016
- Nigeria Super Four: 2016

## Stadion
Der Verein trägt seine Heimspiele im Godswill Akpabio International Stadium in Uyo aus. Das Stadion hat ein Fassungsvermögen von 30.000 Personen.
Koordinaten: 5° 0′ 22,6″ N, 7° 53′ 8,5″ O

## Saisonplatzierung
| Saison  | Liga                                 | Level | Platz | Nigeria FA Cup   | Nigeria Super Cup | Nigeria Super Four |
| ------- | ------------------------------------ | ----- | ----- | ---------------- | ----------------- | ------------------ |
| 2011/12 | Nigeria Professional Football League | 1     | 12.   |                  |                   |                    |
| 2013    | Nigeria Professional Football League | 1     | 16.   | 2. Runde         |                   |                    |
| 2014    | Nigeria Professional Football League | 1     | 16.   | 1. Runde         |                   |                    |
| 2015    | Nigeria Professional Football League | 1     | 15.   | Sieger           |                   |                    |
| 2016    | Nigeria Professional Football League | 1     | 14.   | Viertelfinale    | Sieger            | Sieger             |
| 2017    | Nigeria Professional Football League | 1     | 4.    | Sieger           |                   |                    |
| 2018    | Nigeria Professional Football League | 1     | 2.    | Viertelfinale    |                   |                    |
| 2019    | Nigeria Professional Football League | 1     | 4     | 2. Runde         |                   |                    |
| 2019/20 | Nigeria Professional Football League | 1     | 8.    | keine Austragung |                   |                    |
| 2020/21 | Nigeria Professional Football League | 1     | 1.    | 1. Runde         |                   |                    |
| 2021/22 | Nigeria Professional Football League | 1     | 9.    |                  |                   |                    |

1. ↑  Die Saison wurde nach dem 25. Spieltag abgebrochen.

## Trainerchronik
Stand: August 2022
| Trainer                      | Nation            | von               | bis               |
| ---------------------------- | ----------------- | ----------------- | ----------------- |
| Abdu Maikaba                 | Nigeria           | 22. Oktober 2016  | 20. Oktober 2018  |
| Everton Rafael Assis de Lira | Nigeria Brasilien | 13. Oktober 2017  | 31. Juli 2019     |
| John Obuh                    | Kamerun           | 1. August 2019    | 16. Dezember 2019 |
| Kennedy Boboye               | Nigeria           | 16. Dezember 2019 | 14. Februar 2022  |
| Ayodeji Ayeni                | Nigeria           | 24. März 2022     | heute             |